# Малодельская
Малоде́льская — станица во Фроловском районе Волгоградской области России. Административный центр Малодельского сельского поселения. Возникла и развивалась как станица донских казаков. Является единственной станицей во Фроловском районе.
Население — 1348 (2010)

## География
Станица расположена в 65 км северо-восточнее Фролово на дороге «Фролово — Даниловка». Малодельская является самым северным населённым пунктом Фроловского района.
Станица расположена на реке Безымянная недалеко от её впадения в реку Берёзовка (приток Медведицы). До реки Медведицы не более 2—3 км.
По свидетельствам источников XVIII века в лесах, окружающих станицы по Медведице, в том числе и Малодельскую, водились медведи.

## История
Основана в перовой трети — середине XVII века. Первое документальное упоминание о станице относится к 1698, когда чиновники Тамбова описывали леса населённые пункты и леса для нужд кораблестроения. Среди городков по Медведице указан и Малоделя, в котором проживало 15 казаков, 17 бурлаков.
К 1722 году относится первое упоминание о храме на территории современного Фроловского района — в станице был деревянный храм во имя святого Архистратига Михаила.
Одна из исторических страниц станицы связана с Восстанием Пугачёва. Часть отрядов Пугачёва предприняла поход на Дон с целью привлечь казаков на свою сторону и пополнить ресурсы. Однако, описание подробностей этой операции различается у авторов. Даниил Лукич Мордовцев указывает, что 13 августа 1744 года у Малодельской состоялось одно из сражений между восставшими и казаками. Походный атаман Абросим (Амвросий) Луковкин (отец Гавриила Луковкина), несмотря на незначительность отрядов донцов, на голову разбил пугачёвцев, мятежники потеряли на поле боя более ста человек убитыми. Николай Фёдорович Дубровин пишет иначе. 14 августа Малодель и ещё пять станиц были разорены пугачёвским отрядом, следовавшим по Медведице. В Малодели мятежники повесили несколько казаков. Только после этого Луковкин выдвинулся к станице Етеревской, где располагался отмечавший победу противник. 17 августа казаки одержали победу у станицы, но многим восставшим удалось уйти. Войска Луковкина пресделовали противника, и ещё один победный для казаков бой состоялся у станицы Малодельской. В 1853 году урядник Иван Ребов направил в редакцию газеты «Донские войсковые ведомости» письмо, в котором сообщал, что в станице Малодельской проживает его 97-летний отец, казак Антон Ребов, бывший свидетелем указанных событий. Приложен к письму был и записанный с его слов рассказ. В конце 1858 года редактор издания Михаила Христофоровича Сенюткина проезжая через станицу навестил старика, которому тогда было уже 102 года. А в 1866 году он издаёт монографию с подробным описанием тех событий на Медведице. По его сведениям, 15 августа пугачёвцы двинулись из Берёзовской в Етеревскую, по пути зайдя и в Малодельскую. В самой Малодельской повесили двух казаков. А Бой у состоялся 19 августа.
По состоянию на 1778 год в станице проживало 137 служащих казаков, 18 отставных и 22 малолетних (сама станица названа Малодѣтьская).
Станица была исследована Василием Дмитриевичем Сухоруковым в 1820-х годах в рамках описания земли Войска Донского. Согласно собранным им материалам, в станице проживало 2361 человек, из которых 1070 мужчин:С. 103. В самой станице располагалась одна деревянная церковь, 357 деревянных домов и одна водяная мельница, а во входивших в станичный юрт пяти хуторах — 17 деревянных домов:С. 167.
Станица относилась к Усть-Медведицкому округу Земли Войска Донского (с 1870 — Область Войска Донского). В 1859 году в станице проживало 1116 мужчин и 1383 женщины. Большая часть населения была неграмотной.
В 1866 году с 23 по 25 апреля в станице проходила Георгиевская ярмарка. По состоянию на 1876 год в станице уже имелось одноклассное приходское училище.
По информации Энциклопедического словаря Брокгауза и Ефрона издания 1896 года в станице находилась церковь и станичное училище. Согласно переписи населения 1897 года в станице проживало 1836 мужчин и 1892 женщины, из них грамотных: мужчин — 483, женщин — 70. В станичный юрт по итогам переписи входило 17 хуторов, в том числе 5 с числом дворов от 1 до 5 (Атамановский, Высоковский, Горин, Дундуковский, Киреевка, Ключевской и др.). Всего в 1897 году в юрте станицы Малодельской проживало свыше 7 тыс. человек. В станице 6 мая 1897 года возник большой пожар, который уничтожил около 300 домов и построенную в 1896 году деревянную Успенскую единоверческую церковь.
Согласно алфавитному списку населённых мест Области Войска Донского 1915 года в станице имелось станичное правление, кредитное товарищество, церковь, молитвенный дом, министерское училище, церковно-приходская школа, паровая мельница, проживало 1552 мужчины и 1620 женщин, земельный надел составлял 17 484 десятины.
С 1928 года — в составе Берёзовского района Хопёрского округа (округ упразднён в 1930 году) Нижне-Волжского края (с 1934 года — Сталинградского края, с 1936 года — Сталинградской области). Указом Президиума ВС РСФСР от 1 февраля 1963 года № 741/95 Берёзовский район был упразднён, Малодельский сельсовет передан в состав Фроловского района

## Население
Динамика численности населения по годам:
| 1859 | 1865 | 1873 | 1896 | 1897 | 1915 | 1929 | 1987  |
| ---- | ---- | ---- | ---- | ---- | ---- | ---- | ----- |
| 2499 | 1550 | 3070 | 1592 | 3728 | 3172 | 2810 | ≈1400 |

| 2010 |
| ---- |
| 1348 |

До революции в станице значительное количество жителей составляли старообрядцы. Уже в советское время старообрядческий приход в станице «примирился» с РПЦ.
В станице родился Николай Иванович Петров (1924—1944), Герой Советского Союза.

## Инфраструктура
Станица газифицирована, есть школа, медучреждение, магазины. Дороги частично асфальтированные.

## Достопримечательности
На территории станицы находится объекта культурного наследия категории «памятник истории регионального значения» — Братская могила  участников гражданской войны, погибших в борьбе за власть Советов (1918—1919, 1955 гг.).